# Rasmus Schüller
Rasmus Schüller (Espoo, 1991. június 18. –) finn válogatott labdarúgó, a svéd Djurgården középpályása.

## Pályafutása

### Klubcsapatokban
Schüller a finnországi Espoo városában született. Az ifjúsági pályafutását a Honka akadémiájánál kezdte.
2008-ban mutatkozott be a Honka felnőtt keretében. 2012-ben az első osztályú HJK Helsinki, majd 2016-ban a svéd első osztályban szereplő Häcken szerződtette. 2017-ben az észak-amerikai első osztályban érdekelt Minnesota Unitedhez igazolt. A 2017-es szezon második felében a HJK Helsinki csapatát erősítette kölcsönben. 2020-ban a HJK Helsinkihez csatlakozott. 2021. január 1-jén ötéves szerződést kötött a svéd Djurgården együttesével. Először a 2021. április 11-ei, Elfsborg ellen 2–0-ra megnyert mérkőzésen lépett pályára. Első gólját 2022. május 29-én, a Varbergs BoIS ellen hazai pályán 4–0-ás győzelemmel zárult találkozón szerezte meg.

### A válogatottban
Schüller az U17-es, az U19-es és az U21-es korosztályú válogatottakban is képviselte Finnországot.
2013-ban debütált a felnőtt válogatottban. Először a 2023. január 23-ai, Thaiföld ellen 3–1-re megnyert mérkőzésen lépett pályára.

## Statisztikák
2023. június 11. szerint
| Klub             | Szezon   | Osztály       | Bajnokság | Bajnokság | Kupa  | Kupa | Nemzetközi | Nemzetközi | Összesen | Összesen |
| Klub             | Szezon   | Osztály       | Meccs     | Gól       | Meccs | Gól  | Meccs      | Gól        | Meccs    | Gól      |
| ---------------- | -------- | ------------- | --------- | --------- | ----- | ---- | ---------- | ---------- | -------- | -------- |
| Häcken           | 2016     | Allsvenskan   | 18        | 1         | 1     | 0    | 2          | 0          | 21       | 1        |
| Minnesota United | 2017     | MLS           | 7         | 0         | 1     | 0    | —          | —          | 8        | 0        |
| Minnesota United | 2018     | MLS           | 31        | 1         | 1     | 0    | —          | —          | 32       | 1        |
| Minnesota United | 2019     | MLS           | 15        | 0         | 0     | 0    | —          | —          | 15       | 0        |
| Minnesota United | Összesen | Összesen      | 53        | 1         | 2     | 0    | 0          | 0          | 55       | 1        |
| HJK (kölcsönben) | 2017     | Veikkausliiga | 7         | 0         | 1     | 0    | —          | —          | 8        | 0        |
| HJK              | 2020     | Veikkausliiga | 17        | 3         | 5     | 1    | —          | —          | 22       | 4        |
| HJK              | Összesen | Összesen      | 24        | 3         | 6     | 1    | 0          | 0          | 30       | 4        |
| Djurgården       | 2021     | Allsvenskan   | 26        | 0         | 3     | 0    | —          | —          | 29       | 0        |
| Djurgården       | 2022     | Allsvenskan   | 23        | 1         | 5     | 1    | 11         | 0          | 39       | 2        |
| Djurgården       | 2023     | Allsvenskan   | 8         | 0         | 5     | 0    | —          | —          | 13       | 0        |
| Djurgården       | Összesen | Összesen      | 57        | 1         | 13    | 1    | 11         | 0          | 81       | 2        |
| Összesen         | Összesen | Összesen      | 152       | 6         | 22    | 2    | 13         | 0          | 187      | 8        |

### A válogatottban
| Válogatott | Év       | Pályára lépés | Gól |
| ---------- | -------- | ------------- | --- |
| Finnország | 2013     | 7             | 0   |
| Finnország | 2014     | 2             | 0   |
| Finnország | 2015     | 4             | 0   |
| Finnország | 2016     | 8             | 0   |
| Finnország | 2017     | 5             | 0   |
| Finnország | 2018     | 6             | 0   |
| Finnország | 2019     | 8             | 0   |
| Finnország | 2020     | 5             | 0   |
| Finnország | 2021     | 12            | 0   |
| Finnország | 2022     | 7             | 0   |
| Finnország | 2023     | 5             | 0   |
| Összesen   | Összesen | 69            | 0   |

## Sikerei, díjai
Honka
- Finn Ligakupa
  - Győztes (2): 2010, 2011

HJK
- Veikkausliiga
  - Bajnok (5): 2012, 2013, 2014, 2017, 2020

- Finn Kupa
  - Győztes (3): 2014, 2017, 2020

- Finn Ligakupa
  - Győztes (1): 2015
  - Döntős (1): 2012

Häcken
- Svéd Kupa
  - Győztes (1): 2015–16

Minnesota United
- US Open Cup
  - Döntős (1): 2019